# Dyacopterus
Dyacopterus là một chi động vật có vú trong họ Dơi quạ, bộ Dơi. Chi này được K. Andersen miêu tả năm 1912. Loài điển hình của chi này là Cynopterus spadiceus Thomas, 1890.

## Các loài
Chi này gồm các loài: